# Игор Кравцов
Игор Александрович Кравцов (рус. Игорь Александрович Кравцов; Магнитогорск, Чељабинска област, СССР 21. децембар 1973) је руски веслач, олимпијски победник 2004. у дисциплини четверац скул. 
Поред њега у победничком четверцу су били и Николај Спињов, Алексеј Свирин и Сергеј Федоровцев. После освајања златне олимпијске медаље 2004. сви су добили звање Заслужног мајстора спорта Русије.
На олимпијским играма учествовао је и 1996. у Атланти, где је у дисциплини четверац скул био осми.
Члан репрезентације Русије је постао 1994. а каријеру је завршио после Европског првенства 2007. у Познању, где је у дисциплини скиф заузео 13 место.